# Loi des apparentements
 (novembre 2012).
Si vous disposez d'ouvrages ou d'articles de référence ou si vous connaissez des sites web de qualité traitant du thème abordé ici, merci de compléter l'article en donnant les références utiles à sa vérifiabilité et en les liant à la section « Notes et références ».
La loi des apparentements est une loi électorale mise en place en France à partir du 7 mai 1951 par les partis de la Troisième Force pour réduire l'influence du Parti communiste français et du Rassemblement du peuple français (gaulliste) à l'Assemblée nationale. À cette fin, elle introduisait une faculté d'apparentement dans le mode de scrutin. Utilisée lors des élections législatives de 1951 et 1956, elle est ensuite abandonnée avec le retour au scrutin uninominal majoritaire à deux tours sous la Cinquième République.
Les dernières élections municipales avaient en effet été un succès pour le RPF, et les dirigeants de la Troisième Force craignaient de perdre la majorité à l'Assemblée si les deux partis d'opposition se trouvant à ses extrémités parvenaient à obtenir un nombre suffisant de sièges puisque le PCF et le RPF n'étaient pas disposés à soutenir la politique du gouvernement et encore moins à y participer.

## Fonctionnement

### Principe
Le mode de scrutin en vigueur est alors la représentation proportionnelle plurinominale suivant la méthode du plus fort reste dans des circonscriptions. Il y a un certain nombre de députés à élire dans chaque circonscription, et toute liste électorale doit comporter autant de candidats qu'il y a de sièges à pourvoir dans le département.
La loi des apparentements induit une dose de majoritaire puisqu'elle permet aux différentes listes de passer des accords entre elles avant les élections : on dit qu'elles « s'apparentent ». Si la somme des voix obtenues par ces listes dépasse 50 % des suffrages exprimés, ces listes obtiennent l’ensemble des sièges à pourvoir dans la circonscription.
Deux cas de figure sont alors envisageables : 
- Plusieurs listes apparentées atteignent ensemble la majorité absolue des suffrages exprimés et obtiennent tous les sièges à pourvoir dans leur circonscription.
- Aucune liste ni groupement de listes apparentées n'obtient la majorité absolue des suffrages exprimés : les sièges sont alors répartis entre les différentes listes selon la méthode du plus fort reste. On va définir le quotient électoral (nombre de votants divisé par nombre de sièges à pourvoir) et on attribue dans un premier temps à chaque parti un siège par bloc de voix égal au quotient. Dans un second temps, on soustrait au nombre de voix de chaque liste le total des quotients pour obtenir son reste, et on attribue les sièges non pourvus aux listes ayant les plus grands restes.

### Exemple d'application
Prenons une circonscription fictive, comme la 25e circonscription du Rhône. Il y a 10 sièges à pourvoir dans cette circonscription, et 5 listes sont en lice pour les obtenir : une liste PCF, une liste RPF, une liste SFIO, une liste MRP et une liste RGR.
- Première éventualité : les listes SFIO, MRP et RGR s'apparentent avant le scrutin. Les élections ont lieu, 100 000 habitants ont voté, avec ces résultats :

| Listes | Suffrages exprimés | % des votes | Sièges obtenus |
| ------ | ------------------ | ----------- | -------------- |
| RPF    | 22 500             | 22,5 %      | 0              |
| SFIO   | 22 000             | 22 %        | 4              |
| PCF    | 20 000             | 20 %        | 0              |
| MRP    | 18 500             | 18,5 %      | 3              |
| RGR    | 17 000             | 17 %        | 3              |

Aucune liste n'a obtenu la majorité absolue des suffrages exprimés, mais les listes SFIO, MRP et RGR, qui s'étaient apparentées avant l'élection, obtiennent ensemble 57,5 % des suffrages exprimés : les 10 sièges leur sont alors attribués (et répartis entre les trois listes en fonction du nombre de voix qu'elles ont obtenu). La liste RPF arrive en tête en nombre de voix, et la liste PCF obtient un score supérieur à ceux de la liste MRP et de la liste RGR, mais ces deux listes n'obtiennent aucun siège puisque les trois autres listes les captent tous, en bénéficiant de la loi des apparentements.
- Deuxième éventualité : aucune liste n'a recours à la loi des apparentements : toutes les listes obtiendront donc un nombre de sièges proportionnel au nombre de voix qu'elles ont rassemblé en leur nom propre. Les élections ont lieu, avec 100 000 habitants ayant voté. Par conséquent, ces 100 000 votants sont représentés par 10 députés. Le quotient électoral est donc de 10 000 (100 000 / 10 = 10 000) : un député correspond à 10 000 électeurs. Les résultats sont les suivants :

| Listes | Suffrages exprimés | Quotient électoral | Sièges attribués directement | Reste de voix |
| ------ | ------------------ | ------------------ | ---------------------------- | ------------- |
| RPF    | 22 500             | 10 000             | 2                            | 2 500         |
| SFIO   | 22 000             | 10 000             | 2                            | 2 000         |
| PCF    | 20 000             | 10 000             | 2                            | 0             |
| MRP    | 18 500             | 10 000             | 1                            | 8 500         |
| RGR    | 17 000             | 10 000             | 1                            | 7 000         |

Huit sièges ont donc été attribués directement. Le PCF, qui a obtenu exactement deux fois le quotient électoral, n'a aucun reste de voix (ce reste correspond au nombre de voix obtenues - le quotient électoral). Les deux sièges restants sont attribués selon le principe du plus fort reste : le MRP obtient donc un siège, et le RGR un siège également. Finalement, la répartition des sièges est la suivante :
| Listes | Sièges attribués directement | Sièges attribués aux plus forts restes | Total |
| ------ | ---------------------------- | -------------------------------------- | ----- |
| RPF    | 2                            | 0                                      | 2     |
| SFIO   | 2                            | 0                                      | 2     |
| PCF    | 2                            | 0                                      | 2     |
| MRP    | 1                            | 1                                      | 2     |
| RGR    | 1                            | 1                                      | 2     |

Même si les listes ont obtenu des résultats différents, elles ont toutes le même nombre de sièges.
- Si on compare les deux éventualités :

| Listes | Sièges (avec loi des apparentements) | Sièges (sans loi des apparentements) |
| ------ | ------------------------------------ | ------------------------------------ |
| RPF    | 0                                    | 2                                    |
| SFIO   | 4                                    | 2                                    |
| PCF    | 0                                    | 2                                    |
| MRP    | 3                                    | 2                                    |
| RGR    | 3                                    | 2                                    |

Les lois électorales en vigueur offrent donc un très net avantage à la Troisième Force puisque même si les partis qui la composent n'ont pas recours à la loi des apparentements, ils emportent une majorité de sièges. On peut éventuellement en conclure que la loi des apparentements donne un avantage certains aux partis alliés, mais non coalisés.

## Résultats
Pour les élections législatives du 17 juin 1951, la France était découpée en 103 circonscriptions électorales. Les apparentements étaient autorisés dans 95 d'entre elles et ont été utilisés dans 87 cas (dont 36 apparentements intégraux SFIO + MRP + RGR + Modérés, les autres apparentements étant doubles ou triples). La Troisième Force l'a finalement largement emporté (51,3 % des suffrages exprimés et 61,9 % des sièges en grande partie grâce aux apparentements), le PCF fut laminé (79 sièges en moins par rapport aux élections précédentes) et le Rassemblement du peuple français n'atteignit pas les 200 sièges, comme l'avait souhaité Charles de Gaulle :
| Listes                   | Part en voix | Nombre de sièges | Part en sièges |
| ------------------------ | ------------ | ---------------- | -------------- |
| PCF                      | 25,9 %       | 103              | 16,5 %         |
| SFIO                     | 14,5 %       | 107              | 17,1 %         |
| RGR                      | 10,0 %       | 93               | 14,9 %         |
| MRP                      | 12,5 %       | 95               | 15,2 %         |
| CNI, modérés             | 14,0 %       | 96               | 15,4 %         |
| RPF                      | 21,7 %       | 121              | 19,4 %         |
| Total (y compris divers) | 100 %        | 615              | 100 %          |

La loi sur les apparentements fut également en vigueur lors des élections législatives françaises de 1956. Elle permit de limiter le nombre d'élus de l'UDCA :
| Listes                   | Part en voix | Nombre de sièges | Part en sièges |
| ------------------------ | ------------ | ---------------- | -------------- |
| PCF                      | 25,4 %       | 150              | 25,2 %         |
| SFIO                     | 14,9 %       | 95               | 16,0 %         |
| RGR                      | 13,9 %       | 91               | 15,3 %         |
| MRP                      | 10,9 %       | 83               | 13,9 %         |
| CNI, modérés             | 15,0 %       | 95               | 16,0 %         |
| UFF                      | 12,6 %       | 52               | 8,7 %          |
| Total (y compris divers) | 100 %        | 595              | 100 %          |

## «Loi Escroquerie»
Un système similaire a été proposé en Italie en 1953 mais avec une différence cruciale : il fonctionnait au niveau national et pas départemental. Ce mécanisme, tel qu'envisagé par le gouvernement de la majorité centriste d'Alcide De Gasperi, a prévu l'affectation des deux tiers des sièges à la Chambre des députés dans le groupe des listes apparentées qu'ils ont obtenu au moins 50 % des voix nationaux. Ce système, qui était fortement contesté par les forces de gauche qui l'appelaient « Loi Escroquerie », a été saboté par l'ensemble des partis d'opposition, et la majorité gouvernementale n'a reçu que 49 % des voix aux élections législatives de 1954.